# Нинду
Нинду́ (кит. упр. 宁都, пиньинь Níngdū) — уезд городского округа Ганьчжоу провинции Цзянси (КНР).

## История
В эпоху Троецарствия, когда эти места входили в состав государства У, в 236 году из уезда Юйду был выделен уезд Янду (阳都县). После объединения китайских земель в составе империи Цзинь уезд Янду был в 280 году переименован в Нинду.
В эпоху Южных и северных династий, когда эти места находились в составе государства Сун, из уезда Нинду в 461 году был выделен уезд Цяньхуа (虔化县). После объединения китайских земель в составе империи Суй уезд Цяньхуа был в 589 году вновь присоединён к уезду Нинду. В 594 году уезд Нинду был переименован в Цяньхуа.
Во времена империи Сун в 1153 году в связи с тем, что у иероглифа «Цянь» имеются значения «убивать, насильничать, грабить», уезду Цяньхуа было возвращено название Нинду.
После монгольского завоевания и образования империи Юань уезд Нинду был в 1295 году поднят в статусе до области, но после свержения власти монголов и образования империи Мин область в 1369 году вновь стала уездом. Во времена империи Цин уезд Нинду в 1754 году был преобразован в непосредственно управляемую область (то есть стал подчиняться напрямую властям провинции, минуя промежуточный уровень в виде управы). После Синьхайской революции в Китае была проведена реформа структуры административного деления, в ходе которой области были упразднены, и поэтому в 1913 году Ниндуская непосредственно управляемая область вновь стала уездом Нинду.
После образования КНР в 1949 году был создан Специальный район Жуйцзинь (瑞金专区), и уезд вошёл в его состав. В ноябре 1949 года был создан Ганьсинаньский административный район (赣西南行署区); Специальный район Жуйцзинь был при этом переименован в Специальный район Нинду (宁都专区) и подчинён Ганьсинаньскому административному району. 17 июня 1951 года Ганьсинаньский административный район был упразднён. 29 августа 1952 года Специальный район Нинду был присоединён к Специальному району Ганьчжоу (赣州专区).
В мае 1954 года Специальный район Ганьчжоу был переименован в Ганьнаньский административный район (赣南行政区). В мае 1964 года Ганьнаньский административный район был снова переименован в Специальный район Ганьчжоу. В 1970 году Специальный район Ганьчжоу был переименован в Округ Ганьчжоу (赣州地区).
Постановлением Госсовета КНР от 24 декабря 1998 года Округ Ганьчжоу был преобразован в городской округ; это постановление вступило в силу с 1 июля 1999 года.

## Административное деление
Уезд делится на 12 посёлков и 12 волостей.